# Zirkarie Pommern
Circaria Slaviae (Zirkarie Slavien) war ein Ordensbezirk des Prämonstratenserordens in Pommern im Mittelalter.

## Gebiet
Die Zirkarie Slavien umfasste das Gebiet des Herzogtums Pommern. Alle Stifte gehörten zum Bistum Cammin.
- Kloster Grobe-Pudagla auf Usedom, gegründet um 1153
- Kloster Belbuck bei Treptow an der Rega, Hinterpommern, um 1177 gegründet
- Stift Marienbusch bei Treptow an der Rega, Prämonstratenserinnen, 1224 gegründet
- Stift Stolp, Prämonstratenserinnen, Hinterpommern, um 1281 gegründet.

Das Stift Gramzow in der Uckermark gehörte bei seiner Gründung 1178 auch zum Herzogtum Pommern, kam aber spätestens im 13. Jahrhundert zur sächsischen Zirkarie.

## Geschichte
Um 1150 wurde das Prämonstratenserstift Grobe auf der Insel Usedom vom pommerschen Herzog gegründet. Die ersten Chorherren kamen möglicherweise aus Magdeburg. In den 1170er Jahren kam das Gebiet zeitweise unter dänische Kontrolle. Um 1177  wurde das Prämonstratenserstift Belbuck offenbar vom dänisch-südschwedischen Stift Lund aus gegründet. Die Äbte trugen bis in das frühe 13. Jahrhundert nordische Namen. Auch in den folgenden Jahrhunderten wurden mehrfach Verbindungen der pommerschen Stifte zur dänischen Zirkarie erwähnt. Die formale Trennung von den sächsischen Klöstern wurde wahrscheinlich spätestens 1184 vollzogen, als der Propst Wilhelm von Grobe die Abtswürde annahm und damit ein Unterstellungsverhältnis unter ein anderes Stift de jure ausgeschlossen war.
Von 1234/40 ist die erste Zirkarienübersicht erhalten, in der die Circaria Slavia nur aus den Stiften Grobe und Belbuck bestand. Die pommersche Zirkarie bestand formal lediglich als allgemeine Zuordnung, es sind in den gut erhaltenen Stiftsarchiven keinerlei Hinweise auf irgendwelche Organisationsstrukturen erkennbar.
Es gab neben den Kontakten zur dänischen Zirkarie auch Beziehungen zum Stift in Riga, sowie zur böhmischen und Ilfeldischen Zirkarie (zur polnischen sind keine bekannt).
Mit der Reformation wurden ab 1535 alle Stifte und Klöster in Pommern aufgelöst, damit endete auch das Bestehen dieser Zirkarie.